# Visconde da Graça
Visconde da Graça é um título nobiliárquico criado por D. Luís I de Portugal, por Decreto de 25 e Carta de 30 de Agosto de 1870, em favor de Jorge Croft.
Titulares
1. Jorge Croft, 1.º Visconde da Graça;
2. Tomás Elmestey de Oliveira Croft, 2.º Visconde da Graça.